# Predikce vnitřně neuspořádaných proteinů
Predikce vnitřně neuspořádaných proteinů je soubor bioinformatických technik, které slouží pro předpověď vnitřně neuspořádaných proteinů či regionů na základě jejich sekvence.

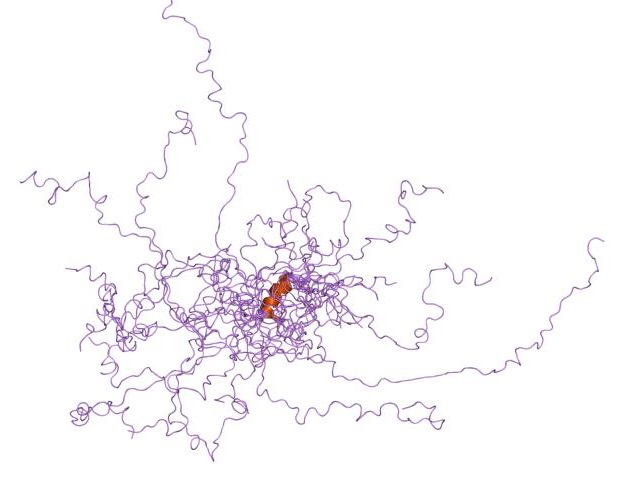
Soubor konformací NMR struktur thylakoidního proteinu TSP9, demonstrující neuspořádanost proteinu.

Vnitřně neuspořádané/nestrukturované proteiny či anglicky intrinsically disordered proteins, jsou typ proteinů, které nemají fixní 3D strukturu, jsou dynamické. Při experimentálním zjišťováním struktury běžnými metodami (NMR, Rentgenová krystalografie, cirkulární dichroismus atd.) takovéto proteiny vykazují velké množství konformací. Proteiny mohou být neuspořádány celé, či častěji, jen zčásti (pak se jedná o tzv. vnitřně neuspořádané regiony). Neuspořádané části proteinů jsou většinou nejen funkční, ale i velmi důležité. Významnou roli hrají například v transkripční regulaci, signální transdukci a translaci. Častý mechanismus funkce je složení neuspořádaného proteinu po specifické interakci. Oproti předchozím očekáváním je jejich výskyt zcela běžný, a navíc častější u eukaryot než u ostatních domén. 
Výzkum neuspořádaných proteinů je ovšem problematický, jednak kvůli jejich dynamičnosti, ale také kvůli tomu, že jsou často neuspořádané jen za určitých podmínek (pH, lokalizace, post-translační modifikace…).

## Predikce
Existuje mnoho způsobů predikce neuspořádaných proteinů založených na různých metodách, často používajíc i jiné definice neuspořádanosti. Jedná se například o: VSL2B, DisEMBL, DISOPRED, IUPred, SPOT-Disorder2, fIDPnn, RawMSA, AUCpreD a Espritz. Predikované i experimentálně určené neuspořádané proteiny jsou uloženy v databázích, například DisProt nebo MobiDB. Nejlepší techniky využívají metod hlubokého učení. V roce 2021 bylo provedeno porovnání 43 metod predikce v rámci experimentu CAID (Critical Assessment of protein Intrinsic Disorder prediction), mezi nejlepší se v rámci tohoto experimentu zařadily metody SPOT-Disorder2, fIDPnn, RawMSA a AUCpreD.
Základem většiny těchto metod je tendence aminokyselin buď podporovat neuspořádanost nebo uspořádanost proteinu. Hydrofilní nabité aminokyseliny, A, R, G, Q, S, P, E a K podporují neuspořádanost. Naopak hydrofobní a nenabité aminokyseliny, W, C, F, I, Y, V, L, a N podporují uspořádanost proteinů. Zbylé aminokyseliny se vyskytují v obou typech.

### Příklady predikčních metod

#### IUPred
IUPred je jedna z běžně využívaných metod, dnes již ve své třetí iteraci. Základní princip této metody je odhad energie mezi postranními řetězci aminokyselin, odhadnutou z lokální kompozice aminokyselin. Metoda zároveň využívá databází (DisProt, PDB) s již ověřenými neuspořádanými proteinovými strukturami.

#### SPOT-Disorder2
Metoda využívá sítě dlouhé krátkodobé paměti (Long Short-Term Memory, LSTM), dále tzv. „Squeeze-and-Excitation residual inception“ sítí spolu s evolučními daty pro predikci neuspořádaných proteinů. Metoda takto predikuje pravděpodobnost neuspořádání pro každý postranní řetězec v rámci sekvence.

#### flDPnn
flDPnn používá tříkrokový predikční proces. Nejdříve se tvoří sekvenční profil, následně je tento profil využit pro zakódování numerických prvků a nakonec jsou tyto prvky vloženy do modelu strojového učení, který tvoří samotné predikce.

#### AUCpreD
AUCpreD využívá tzv. DeepCNF (Deep Convolutional Neural Fields), metody která je schopna modelovat vztah mezi sekvencí a strukturou hierarchicky zároveň s korelacemi mezi sousedními postranními řetězci.

#### DISOPRED
DISOPRED byla metoda původně trénována na evolučně konzervovaných neuspořádaných regionech získaných rentgenovou krystalografií. Jako IUPRED je dnes ve své 3. iteraci. Kromě samotné predikce, metoda navíc dokáže rozeznat a anotovat protein-vázající neuspořádané regiony.

#### Espritz
Espritz je soubor predikčních metod založených čistě na sekvenci aminokyselin, což umožňuje rychlou práci s velkým množstvím dat. Espritz využívá dvousměrných rekurentních neurálních sítí (BRNN) pro svou predikci, trénovaných na datech z databází PDB a Disprot.

#### Alphafold
Alphafold je jedním z pionýrů predikce 3D struktur proteinů. Není tedy zaměřen přímo na predikci nestrukturovaných proteinů, ale i přesto je dokáže odhalit a to svou neschopností dobře předpovědět konformaci těchto regionů a proteinů. Metoda pro svou predikci využívá aminokyselinové sekvence, ze které díky umělé neuronové sítě pomocí hlubokého učení předvídá výslednou proteinovou konformaci. Metoda hledá homologní sekvence pomocí MSA a využívá evolučních vztahů mezi sekvencemi. Neurální síť nakonec posuzuje kvalitu predikce.  Metoda je vyvíjena společností Google DeepMind a dnes je již ve své třetí iteraci.